# Морозівське (Павлоградський район)
Моро́зівське — село в Україні, у Вербківській сільській громаді Павлоградського району Дніпропетровської області. Населення складає 396 осіб (2001).

## Географія
Село Морозівське розташоване за 89 км від обласного центру та 16 км від районного центру, на лівому березі річки Мала Тернівка, вище за течією на відстані 1 км розташоване село Вербуватівка, нижче за течією на відстані 3 км розташований адміністративний центр громади, на протилежному березі — село Нижнянка. Селом тече пересихаючий струмок із загатою. Річка в цьому місці звивиста, утворює лимани, стариці і заболочені озера.
Село є фактично розділеним на дві частини, що знаходяться приблизно за 1 кілометр одна від одної. Південна частина села знаходиться біля залізничної станції Ароматна. Північна частина села є дещо більшою. Через неї пролягає автошлях державного значення Р51, неподалік також знаходиться залізнична станція Морозівське.

## Історія
Село засноване до 1932 року.
14 серпня 2015 року, в ході децентралізації, село увійшло до складу Вербківської сільської громади Павлоградського району.

## Населення

### Мова
Розподіл населення за рідною мовою за даними :
| Мова            | Кількість | Відсоток |
| --------------- | --------- | -------- |
| українська      | 347       | 87.63%   |
| російська       | 43        | 10.86%   |
| білоруська      | 2         | 0.51%    |
| інші/не вказали | 4         | 1.00%    |
| Усього          | 396       | 100%     |